# جینس زایپنبوش
 جینس زایپنبوش (آلمانی: Jens Seipenbusch؛ زاده ۶ اوت ۱۹۶۸) یک سیاست‌مدار و فیزیک‌دان اهل آلمان است.